# Storia dei mezzi corazzati
Storia dei mezzi corazzati è una delle principali pubblicazioni strutturate in forma enciclopedica dedicate alla tecnica bellica moderna. È stata pubblicata in prima edizione nel 1976 dalla casa editrice Fratelli Fabbri Editori.
Realizzata in due distinte parti sotto la direzione di Benedetto Pafi, contiene testi - per la parte storica - di Cesare Falessi e dello stesso Pafi; la parte tecnica ha invece la firma di Nicola Pignato, considerato uno dei maggiori esperti italiani del settore.
La ricerca iconografica è stata affidata a Bruno Benvenuti mentre alle tavole tecniche, molto dettagliate e complesse, hanno contribuito Massimo Jacoponi, Michele e Angelo Jocca, Nicola Pignato, Danilo Renzulli e Claudio Tatangelo.

## Struttura
La prima parte dell'opera, centrata su temi strettamente tecnici, consta di tre volumi dedicati alla storia dei mezzi corazzati, dalle origini al 1918; la seconda dal 1918 al 1941, la terza dal 1941 al 1976 (epoca in cui erano ancora prototipi l'M1 Abrams e il Leopard 2). Vengono descritte le principali battaglie, gli sviluppi tecnici e operativi in cui sono state coinvolte le truppe corazzate. 
La seconda parte, che vede i testi di Nicola Pignato corredati dalle tavole tecniche, comprende altri tre tomi, grosso modo con la stessa ripartizione cronologica ma con l'attenzione ai mezzi in sé; questa serie di monografie tratta di autoblindo, treni armati e, naturalmente, carri armati. 
Ogni volume si compone di 240 pagine. La prima edizione (1976, come si è detto,  prevedeva sei volumi (3 per storia e bartaglie, 3 di profili); la seconda (1977) fu diversamente strutturata. L'adaption française (Hachette, 1980-81) riguardò - come quella in lingua inglese - i soli Profili.
Rimasta probabilmente l'unica opera italiana del settore, e sicuro punto di riferimento per gli appassionati e gli studiosi della materia, è un'opera onnicomprensiva che ha un'elevata cura tanto nei testi quanto nelle descrizioni tecniche. 

La ripartizione della parte storica è assai accurata specie riguardo al periodo interbellico, in cui pure molti progressi tecnici vennero portati a termine.
La parte che conclude l'opera, ossia il terzo volume, è relativa agli sviluppi dei mezzi corazzati degli anni settanta, capaci di sparare in movimento, resistere alle granate HEAT e pesanti cinquanta ed oltre tonnellate, ovvero i carri tedeschi e americani. 
Dopo la descrizione di numerose e cruenti battaglie combattute in sessant'anni di guerre del XX secolo, le parole che concludono il lavoro sono un'esortazione per il futuro: